# Желтоспинная мухоловка
Желтоспинная мухоловка, или даурская желтоспинная мухоловка (лат. Ficedula zanthopygia), — вид птиц из семейства мухоловковых.

## Распространение
Размножаются в Восточной Азии, включая часть Монголии, Забайкалье, южный Китай, Корею и западную часть Японии. Зимуют на Малайском полуострове и в Южной Азии (в том числе в Индии и на Шри-Ланке).

## Описание
Отличительной чертой вида является наличие как у самцов, так и у самок жёлтого надхвостья. Также показательно наличие белой «брови» у самцов. Самки и самцы первого года жизни оливково-серые сверху с черноватыми хвостами.

## Биология
Гнездятся в основном в невысоких долинах у подножия холмов. Гнездо строит одна самка за три-четыре дня. В кладке 4—7 яиц, которые самка в одиночку насиживает на протяжении 11—12 дней. Взрослые особи ищут пищу примерно в 70 м от гнезда, чтобы прокормить птенцов. Птенцы оперяются через 14—15 дней.
Вид перьевых клещей Proterothrix megacaula впервые был открыт и описан с тела этой птицы в Китае.

## Охранный статус
МСОП присвоил виду охранный статус LC.